# Кјанкиро (Пескара)
Кјанкиро (итал. Chianchiro) је насеље у Италији у округу Пескара, региону Абруцо.
Према процени из 2011. у насељу је живело 27 становника. Насеље се налази на надморској висини од 506 м.